# サウスバーリントン (バーモント州)
サウスバーリントン（英: South Burlington）は、アメリカ合衆国バーモント州のチッテンデン郡にある都市。人口は2万0292人（2020年）。バーリントン都市圏に含まれる。多くの郊外型地区と1つの商業中心があり、商業中心は中心街を構成するように変化しつつある。州内最大のショッピングセンターであるユニバーシティ・モールがある。シャンプレーン湖の東岸に位置し、「レッド・ロックス」と呼ばれる公共公園と湖浜がある。ベン&ジェリーズの本社が立地している。

## 歴史
サウスバーリントンとなった地域は、1763年6月7日にニューハンプシャー植民地からバーリントン・タウンシップの一部として土地特許が降りたのが始まりだった。バーリントンの町は1785年頃に組織化された。1865年、バーリントンの未編入地域が都市として承認された。その後この市に入っていなかった地域が別の町として組織化されサウスバーリントンと名付けられた。サウスバーリントンの町は1971年に市制を布いた。

## 市政
市の予算は住民投票で承認されなければならない。2007年から2008年に掛けての会計年度では、予算約1,800万ドルだった。同じ年度の教育予算は約3,700万ドルだった。

## 地理
サウスバーリントンは北緯44度27分7秒 西経73度10分54秒 / 北緯44.45194度 西経73.18167度に位置する。
アメリカ合衆国国勢調査局に拠れば、市域全面積は29.6平方マイル (76.7 km2)、このうち陸地は16.6平方マイル (43.1 km2)、水域は13.0平方マイル (33.6 km2)で水域率は43.82％である。

## 人口動態
以下は2000年の国勢調査による人口統計データである。
| 基礎データ - 人口: 15,814人 - 世帯数: 6,332世帯 - 家族数: 3,786家族 - 人口密度: 366.9人/km2（950.2人/mi2） - 住居数: 6,501軒 - 住居密度: 150.8軒/km2（390.6軒/mi2） 人種別人口構成 - 白人: 93.78% - アフリカン・アメリカン: 0.83% - ネイティブ・アメリカン: 0.18% - アジア人: 3.35% - 太平洋諸島系: 0.01% - その他の人種: 0.41% - 混血: 1.42% - ヒスパニック・ラテン系: 1.21% 年齢別人口構成 - 18歳未満: 21.6% - 18-24歳: 12.5% - 25-44歳: 30.8% - 45-64歳: 22.0% - 65歳以上: 13.1% - 年齢の中央値: 36歳 - 性比（女性100人あたり男性の人口） - 総人口: 88.9 - 18歳以上: 85.2 | 世帯と家族（対世帯数） - 18歳未満の子供がいる: 29.2% - 結婚・同居している夫婦: 47.7% - 未婚・離婚・死別女性が世帯主: 9.0% - 非家族世帯: 40.2% - 単身世帯: 30.4% - 65歳以上の老人1人暮らし: 11.4% - 平均構成人数 - 世帯: 2.31人 - 家族: 2.93人 収入と家計 - 収入の中央値 - 世帯: 51,566 米ドル - 家族: 67,241米ドル - 性別 - 男性: 42,076米ドル - 女性: 29,883米ドル - 人口1人あたり収入: 25,290米ドル - 貧困線以下 - 対人口: 4.2% - 対家族数: 2.3% - 18歳以下: 1.6% - 65歳以上: 7.2% |

## 経済
地域航空会社であるコミュートエア社が市内の空港側に本社を置いている。アメリカ合衆国でも最大級の地ビール会社であるマジックハット・ブルーイング社も市内にある。主要産業は小売業である。2007年の小売業売上げ高は州内第2位の3億2,680万ドルだった。

### 不動産
家屋販売数は2005年の最高値396戸を最後に下降しているが、最近数年間連続して150戸を超えている。しかし、平均販売価格は着実に上昇してきており、2005年の23万ドルから2008年の31万ドルとなっている。

### 産業
GEヘルスケアが2008年時点で780人を雇用している。アイスクリームのベン&ジェリーズ社が市内に本社を構えている。

## 教育
市内の高校にはライス記念高校とサウスバーリントン高校がある。

## 交通

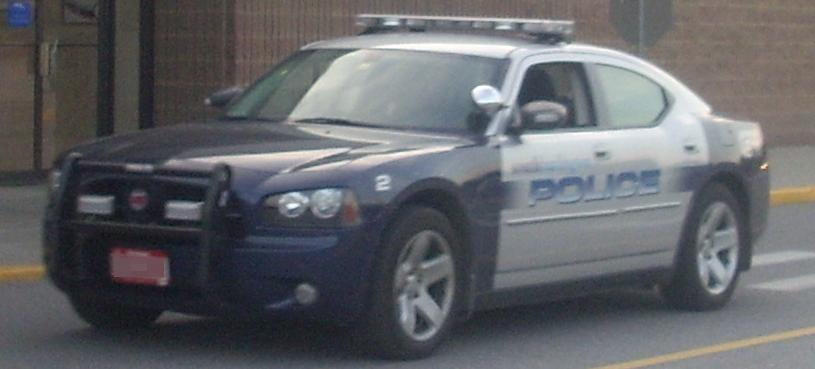
ダッジ・チャージャーを使ったサウスバーリントンのパトカー

バーリントン国際空港が地域中継空港と国際空港として商業便を運行している。名前はバーリントンだが、サウスバーリントン市内にあり、土地はバーリントン市が所有するという関係にある。アメリカ合衆国国外への定期便は無いが税関が置かれている。国際空港という名前はモントリオールに定期便を飛ばせた時代に付けられた。
市内のバス便をチッテンデン郡交通局が運行している。

### 主要道路
- 州間高速道路89号線
- 州間高速道路189号線
- アメリカ国道2号線
- アメリカ国道7号線

## メディア
ラジオ局としてはFMのWXXX95 トリプルX が聴取できる。

## 著名な住人
- ハリー・ブリス、漫画家、イラストレーター
- キース・シープリッキ、カレッジ・バスケットボールのコーチ
- メジャー・ジャクソン、詩人、バーモント大学などの教授[10]
- マルタン・サンルイ、アイスホッケーの選手